# كنتاكي لذيذ! سنتر
كنتاكي لذيذ! سنتر (بالإنجليزية: KFC Yum! Center)‏ هي ساحة رياضية متعددة الأغراض في وسط مدينة لويفيل، كنتاكي، الولايات المتحدة.